# Riksväg 15
De Zweedse rijksweg 15 is gelegen in de provincies Hallands län, Kronobergs län, Skåne län en Blekinge län en is circa 154 kilometer lang. De weg ligt in het meest zuidelijke deel van Zweden.

## Plaatsen langs de weg
- Halmstad
- Fyllinge
- Trönninge
- Eldsberga
- Genevad
- Veinge
- Knäred
- Markaryd
- Osby
- Lönsboda
- Vilshult
- Olofström
- Jämshög

In 2014 zou de weg moeten doorlopen naar Karlshamn.

## Knooppunten
- E6/E20 bij Halmstad
- E4/Länsväg 117 bij Markaryd
- Riksväg 23 bij Osby
- Länsväg 119: gezamenlijk tracé over zo'n 4 kilometer tot Lönsboda
- Länsväg 121: gezamenlijk tracé vanaf Lönsboda tot in Jämshög
- Länsväg 116: gezamenlijk tracé vanaf Olofström tot in Jämshög

Europese wegen:
E4 · E6 · E10 · E12 · E14 · E16 · E18 · E20 · E22 · E45 · E65
Riksvägar:
9 · 11 · 13 · 15 · 17 · 19 · 21 · 23 · 24 · 25 · 26 · 27 · 28 · 29 · 30 · 31 · 32 · 34 · 35 · 37 · 40 · 41 · 42 · 44 · 46 · 47 · 49 · 50 · 51 · 52 · 53 · 55 · 56 · 57 · 61 · 62 · 63 · 66 · 68 · 69 · 70 · 72 · 73 · 75 · 76 · 77 · 83 · 84 · 86 · 87 · 90 · 92 · 94 · 95 · 97 · 98 · 99